# Hipolit Dżerowycz
Hipolit Dżerowycz – ukraiński działacz społeczny, poseł do Sejmu Krajowego Galicji I i II kadencji (1861–1869), ksiądz greckokatolicki, pleban i dziekan w Bóbrce.
Wybrany do Sejmu Krajowego w IV kurii obwodu Brzeżany, z okręgu wyborczego Bóbrka-Chodorów. Członek Rady Powiatowej w Bóbrce od 1867.